# Red de Jardines Botánicos del Este de Asia
La Red de Jardines Botánicos del Este de Asia (EABGN) (East Asia Botanic Gardens Network), es la red está constituida por las instituciones botánicas de 4 estados del este de Asia, así como también el BGCI. Todos los miembros están interesados en la preservación de especies silvestres de sus respectivos países.

## Historia
El 14 de abril de 2005 hubo una reunión en Osaka, Japón de representantes de la « Asociación de Jardines Botánicos de Japón », « Asociación Coreana de Jardines Botánicos y Arboretos », la recién creada « Red Nacional de Jardines Botánicos y Arboretos de China »,  granja de Kadoorie y jardines botánicos (Hong Kong) y Botanic Gardens Conservation International poniendo las bases para la formación de una « Red de Jardines Botánicos del Este de Asia » (« East Asian Botanic Gardens Network »). 
También se perfiló una estrategia conjunta global de objetivos a cumplir para la conservación de las plantas con vistas al 2010.
En el encuentro de Osaka, se convino que el Dr. Huang Hongwen, del Jardín Botánico de Wuhan, China, entrara en servicio como el primer coordinador general de « EABGN », para el periodo del 2005 al 2007 hasta que nominaran al representante del siguiente país y que los representara en el  « BGCI World Congress » de Wuhan, China, que tuvo lugar de abril a mayo del 2007.
La primera reunión bianual del « EABGN », se celebró en agosto de 2006 en el Jardín Botánico de Kunming, China. El propósito de esta primera reunión fue discutir el desarrollo futuro del « EABGN »  y de los objetivos pendientes para el 2010. La república de Corea se ofreció para  celebrar la siguiente reunión en el 2008.

## Actividades
Entre las acciones propuestas por el « East Asia Botanic Gardens Network » se incluyen: 
- Desarrollar una estrategia global para la conservación de las plantas, que asesore en la interpretación y puesta en práctica de los objetivos fijados para el 2010 para la conservación de las plantas.
- Crear un marco para la acción de la conservación en los jardines botánicos y ayudar a aumentar las capacidades de conservación.
- Ayudar a formar a nuevas generaciones de educadores ambientales, que alcancen con sus mensajes medioambientales a las jóvenes audiencias y despierten a la conciencia pública sobre las necesidades de la conservación de las plantas.
- Divulgación, de todo el trabajo efectuado dentro de la comunidad de las instituciones implicadas, así como en un ámbito más general a otras instituciones del ámbito exterior de los miembros partícipes.

## Instituciones Miembros
En la reunión de Osaka, se decidió que los miembros de la red deben de incluir a  China, las regiones especiales de Hong Kong, y Macao, Taiwán, Japón, Mongolia, República Popular de Corea, y República de Corea. Se ha sugerido la inclusión de la Rusia Oriental.

## Puntos del estatuto de constitución
- Todos los jardines botánicos que son miembros de las organizaciones de un país miembro, automáticamente son también miembros de la red regional. Para los países en donde no existe ninguna organización nacional, se invitará a todos los jardines botánicos  individualmente para que sean miembros.
- Cada país representado en la red tendrá un coordinador dentro del país como parte de su asociación nacional o en un jardín individual si no existe una asociación nacional.
- El « EABGN » tendrá una junta directiva que consistirá en 1 a 4 miembros de cada país representado.
- Cada país miembro será responsable de la coordinación del « EABGN » por un período de 2 años.
- El « EABGN » programará una reunión de los miembros, una vez cada dos años.
- El inglés deberá ser la lengua usada en las reuniones pero todas las presentaciones serán puestas a disposición de los delegados en chino, coreano y japonés.